# Chaz Bono

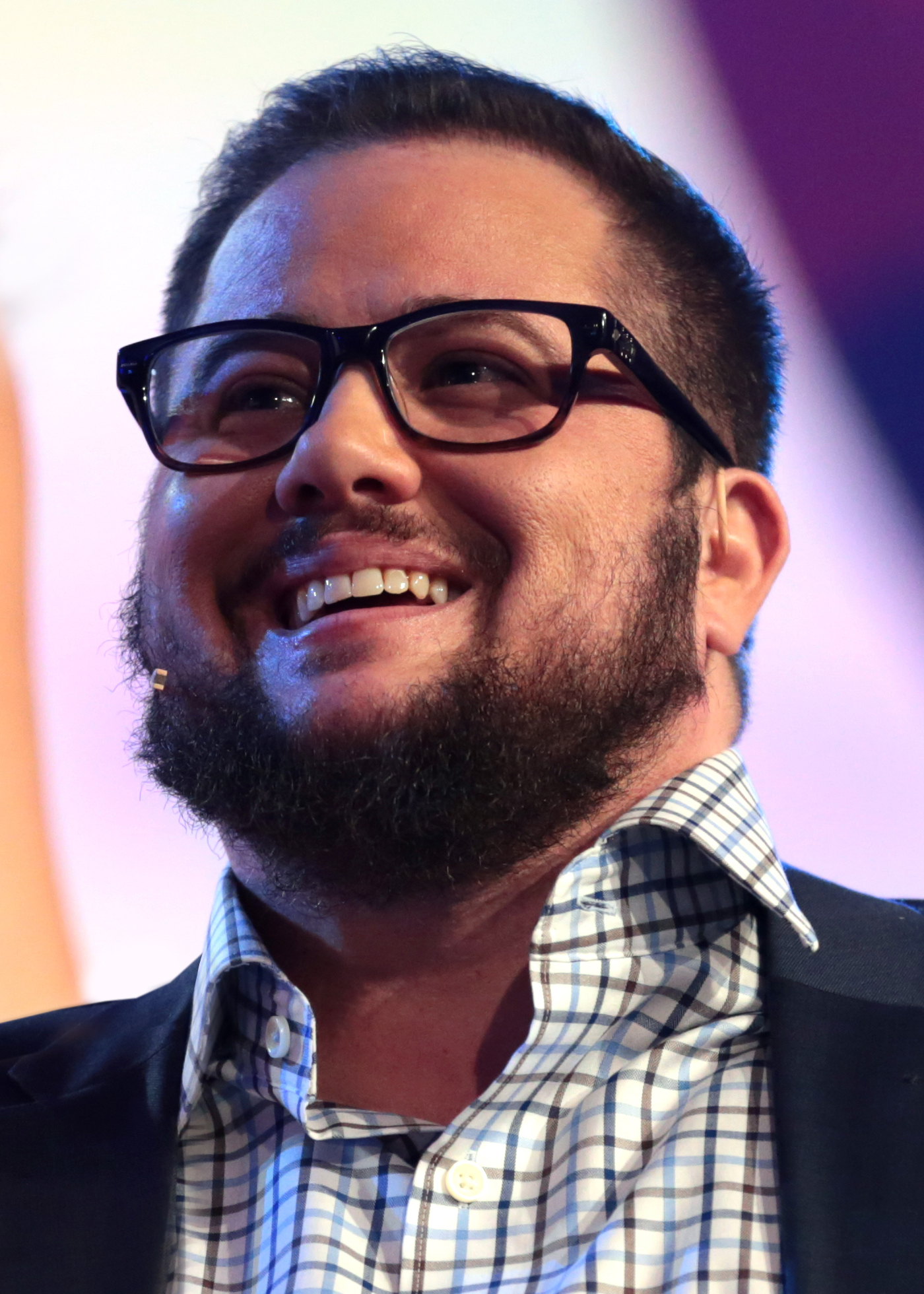
Chaz Bono (2017)

Chaz Salvatore Bono (* 4. März 1969 in Los Angeles, Kalifornien als Chastity Sun Bono) ist ein US-amerikanischer Schauspieler sowie als Transmann Aktivist der Lesben- und Schwulenbewegung.

## Leben

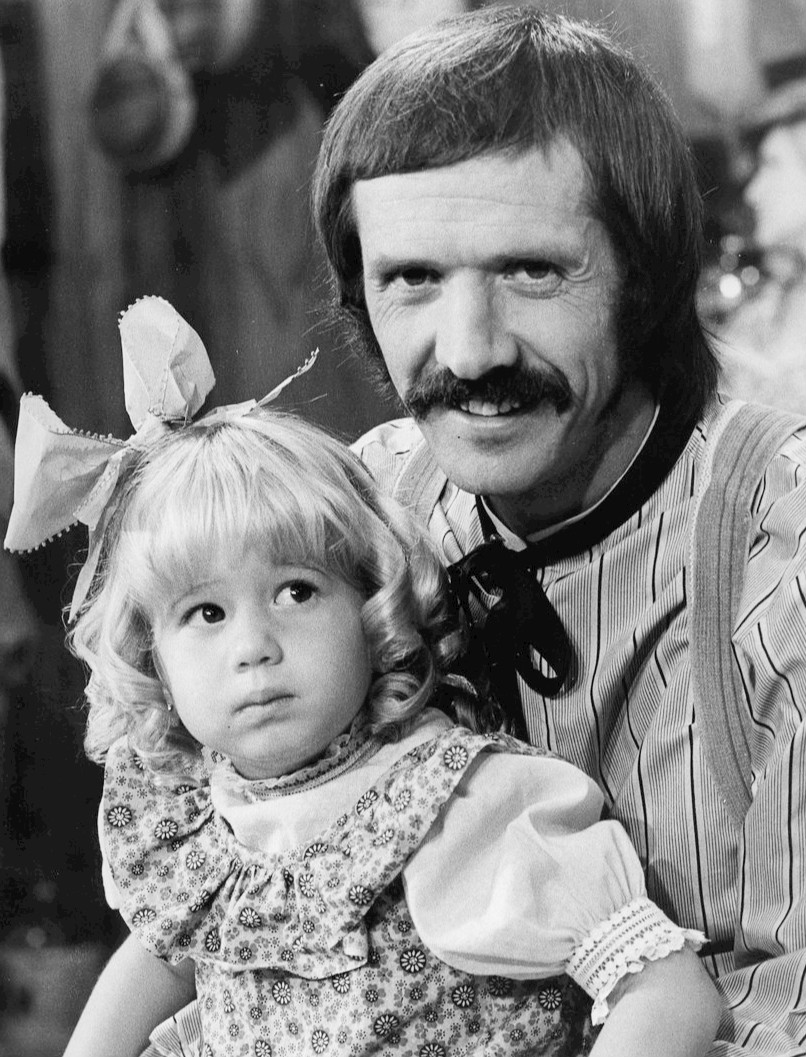
Chaz Bono (links) mit Sonny Bono (1974)

Chaz Bono kam als Kind des Popduos Sonny Bono und Cher auf die Welt und erhielt den weiblichen Vornamen Chastity (zu deutsch: „Keuschheit“) in Anlehnung an Chers ersten Film Chastity, der kurz vor seiner Geburt in die Kinos kam.
Im Januar 1990 wurde Bono von der Boulevardpresse als lesbisch geoutet, lebte bis 2008 offen lesbisch und erschien in verschiedenen US-Medien, wie zum Beispiel Out und The Advocate. Bono ist Mitglied der Gay and Lesbian Alliance Against Defamation sowie der Human Rights Campaign.
Im November 2008 gab Bono bekannt, transgeschlechtlich zu sein und geschlechtsangleichende Maßnahmen vornehmen zu lassen. Seine Mutter Cher unterstützte den nun Chaz Bono genannten vorbehaltlos auf diesem Weg. Seit Anfang Mai 2010 ist er, nachdem der zuständige Richter im kalifornischen Santa Monica dem Antrag auf Geschlechtseintrags- und Namensänderung stattgegeben hatte, auch rechtlich ein Mann. Beim Sundance Film Festival im Januar 2011 hatte die Dokumentation Becoming Chaz von Fenton Bailey und Randy Barbato ihre Premiere.

## Zitat
„Ich sage nicht, daß ich stolz bin, lesbisch zu sein, weil ich nicht unbedingt denke, daß es etwas ist, worauf man stolz oder wofür man beschämt sein sollte. Es ist einfach so.“

## Fernsehauftritte (Auswahl)
- 1970: The David Frost Show
- 1976–1977: The Sonny and Cher Show
- 1994: Bar Girls
- 1997: Ellen
- 1998: The Roseanne Show
- 1998: Late Night with Conan O’Brien
- 1999: Behind the Music
- 2002: The Rosie O’Donnell Show
- 2002: Still Cher
- 2004: Fronterz
- 2006: Sell This House
- 2006: The View
- 2006: The Tyra Banks Show
- 2008: The Big Gay Sketch Show
- 2009: Entertainment Tonight
- 2009: Muppets 201: Rarities from the Henson Vault
- 2012: Dancing with the Stars
- 2013: RuPaul’s Drag Race
- 2016–2017: American Horror Story (Fernsehserie, 13 Folgen)
- 2020: Lass es, Larry! (Curb Your Enthusiasm, Fernsehserie, Folge 10x10)

## Bücher
- Family Outing (mit Billie Fitzpatrick) (1998) ISBN 0-316-10233-4
- The End of Innocence: A Memoir (mit Michele Kort) (2003) ISBN 1-55583-795-6